# Crise séparatiste des Comores
 (février 2016).
Pour des articles plus généraux, voir Histoire de l'archipel des Comores et Politique aux Comores.
La crise séparatiste des Comores de 1997 est une prise d'indépendance des îles d'Anjouan et de Mohéli de la République fédérale islamique des Comores formée en outre de la Grande Comore, l'île la plus grande. La première déclaration d'indépendance a lieu à Anjouan le 2 août 1997, Mohéli suit le 11 août 1997. En 1991, Mohéli avait déjà revendiqué son indépendance.

## Historique
Le lundi 21 juillet 1997, des partisans de l'Organisation pour l'indépendance d'Anjouan (OPIA) prennent possession des bureaux du gouverneur alors absent et créent un directoire politique présidé par Abdallah Ibrahim qui déclare l'île comme « appartenant aux Anjouanais » ainsi qu'« officiellement rattachée à la République française depuis le 14 juillet 1997 »; ce jour-là, deux personnes ont été tuées et plusieurs gendarmes blessés lors d'une manifestation séparatiste et en faveur d'une intégration à la France à Mutsamudu
Le 2 août 1997, Anjouan déclare l'indépendance de l'île; Said Abeid Abdérémane est coordinateur national mais le pouvoir est en fait au main de Mohamed Bacar. Le 11 août 1997, Mohéli déclare son indépendance; Said Mohamed Souef devient président et Soidri Ahmed premier ministre. Cette tentative de sécession entraîne un embargo mené par la république fédérale islamique des Comores et l'Organisation de l'unité africaine (qui s'avère par la suite dramatique pour la population).
Dans la foulée, l'île de Mohéli, puis celle d'Anjouan demande aussi son rattachement politique à la France, le drapeau tricolore est hissé et la Marseillaise même chantée.
La France, par l'intermédiaire de Jacques Chirac, ne tient pas compte de cette revendication. On peut citer comme explications le fait que la France ne souhaite pas refroidir ses relations avec les Comores ou l'OUA, et ne veut pas non plus d'une situation comparable à celle de Mayotte sous «perfusion financière». 
Le pouvoir central cherche alors à retrouver son autorité par la force le 4 septembre 1997 mais échoue, militairement et politiquement. Alors que, sous l'égide de l'OUA, Mohéli accepte de nouveau l'autorité de Moroni, Anjouan refuse toujours. Quand le président comorien Mohamed Taki Abdulkarim décède le 6 novembre 1998, la fédération reste dans un vide constitutionnel impropre à toute réconciliation.
Les Anjouanais finissent par accepter, sous la contrainte, de négocier à Tananarive, capitale de Madagascar, mais les responsables d'Anjouan refusent in fine les accords le 23 avril 1999. Abdallah Ibrahim, résigné, confie le pouvoir à Abeid, le Coordinateur national. Le 9 août 2001, Abeid est écarté par un coup d'État de la gendarmerie au profit de Bacar.
Bacar entame alors un long processus politique de réconciliation avec Azali Assoumani après la prise de pouvoir de celui-ci en Grande Comore afin de créer une nouvelle entité, l'union des Comores, où les îles bénéficient d'une très large autonomie. Bacar échappera à plusieurs coups d'État dont un mené par Abeid.
En décembre 2001, un commando de 13 mercenaires fut défait par l'armée nationale de développement avec un seul blessé dans ses rangs.
En 2002, Mohéli rectifie le traité de la nouvelle constitution de l'union des Comores, qui laisse une plus grande place à l'autonomie des îles mais les élections ne peuvent avoir lieu. La situation semble bloquée, d'autant que le pouvoir à Anjouan n'est pas stable. Depuis lors, les dirigeants de la petite Mohéli essaient de trouver leur place entre les deux grandes îles en essayant de rapprocher les points de vue de celles-ci.
Le colonel Azali Assoumani opère un coup d'État en avril 1999 et prend le pouvoir. Très critiqué par la communauté internationale notamment sous l'auspice de l'Union africaine et de Thabo Mbeki le président sud-africain renoue le dialogue avec l'indépendantiste Mohamed Bacar. Le colonel Azali tente en vain de faire appliquer les accords de Tananarive, mais les responsables d'Anjouan le refusent toujours. Les Anjouanais le rejettent également massivement dans une consultation organisée le 23 janvier 2000, préférant montrer leur volonté d'avoir un État indépendant. L’UA, opposée par principe à toutes modifications de frontière, fait décréter à titre de sanction, un embargo sur les carburants, les denrées alimentaires, les communications maritimes et aériennes ainsi que sur les télécommunications, à partir du 21 mars 2000 et pour une durée indéterminée. Le blocus rend la vie très difficile aux Anjouanais qui s'expatrient alors en grand nombre vers Mayotte. Le 24 août 2000, le Colonel Azali et le lieutenant-colonel Saïd Abeid Abdéramane, responsable anjouanais posent les principes d'un nouvel accord, c'est la «Déclaration de Fomboni». Cet accord ne satisfait pas l'UA qui s'oppose à la disparition de l'ancien État et maintient les sanctions contre Anjouan. Un comité de suivi est mis en place, dans lequel siègent les partenaires des Comores; U.A., l'OIF… Les sanctions contre Anjouan sont levées.